# 克里尼奇納河 (沃爾斯克拉河支流)
克里尼奇納河（烏克蘭語：Кринична），是烏克蘭的河流，位於該國東北部，流經蘇梅州，屬於沃爾斯克拉河的支流，河道全長11公里，發源自莫申卡，河口處在米海連科韋以南。